# Кшиштофожиці
Кшиштофожиці (пол. Krzysztoforzyce) — село в Польщі, у гміні Коцмижув-Любожиця Краківського повіту Малопольського воєводства.
Населення — 602 особи (2011).
У 1975-1998 роках село належало до Краківського воєводства.

## Демографія
Демографічна структура станом на 31 березня 2011 року:
|          | Загалом | Допрацездатний вік | Працездатний вік | Постпрацездатний вік |
| -------- | ------- | ------------------ | ---------------- | -------------------- |
| Чоловіки | 307     | 70                 | 209              | 28                   |
| Жінки    | 295     | 72                 | 177              | 46                   |
| Разом    | 602     | 142                | 386              | 74                   |